# Stawy w Gardówcu
Stawy w Gardówcu – ścieżka dydaktyczna wytyczona przez Zespół Parków Krajobrazowych Województwa Wielkopolskiego, z inicjatywy zarządu jednostki w 2007 roku. Ścieżka zlokalizowana jest w okolicach Chalina oraz przy południowym brzegu jez. Chalińskiego Małego. Długość trasy wynosi 5,2 km i obejmuje 17 przystanków, mających na celu edukację przyrodniczą i historyczną badanych okolic.

## Trasa

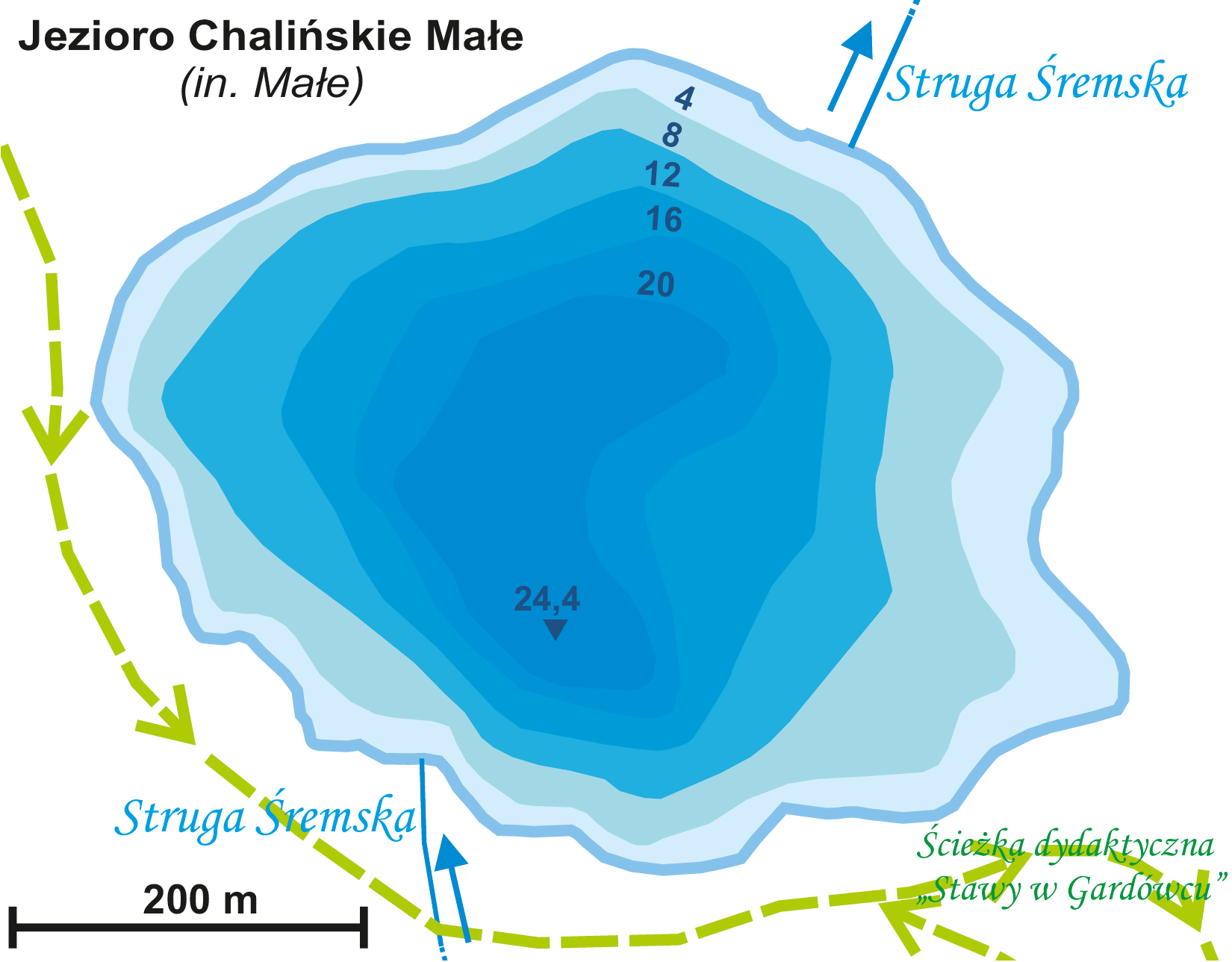
Przebieg ścieżki przy południowym brzegu jeziora Małego

1. Dwór w Chalinie
2. Park dworski - rozpoznanie drzew
3. Park dworski - budki lęgowe
4. Ogródek zielny
5. Stawy hodowlane
6. Ścięty pień
7. Okazałe drzewa
8. Grzyby w lesie
9. Popielice
10. Bobry
11. Mrowisko
12. Ambona myśliwska
13. Krajobraz polodowcowy
14. Strumień
15. Tropy zwierząt
16. Ptasi budzik
17. Nad Jeziorem Małym